# Événement météorologique extrême
Un évènement météorologique extrême est un phénomène météorologique caractérisé par sa rareté, son intensité ou les dégâts qu'il provoque, selon la définition retenue. Les canicules, vagues de froid, cyclones tropicaux, sécheresses en sont des exemples.
La fréquence et l'intensité de certains événements climatiques extrêmes augmentent en conséquence du changement climatique d'origine anthropique.

## Définitions
Selon la définition physique, c'est un événement intense présentant certaines caractéristiques marquant par rapport au climat de sa région de survenue : cyclone tropical, canicule, vague de froid, sécheresse, etc. Les événements météorologiques extrêmes peuvent également être définis avec une approche statistique comme des événements rares, c'est-à-dire s'éloignant des normales climatiques : par exemple, température, précipitations ou vitesse des vents comprises dans le premier ou dernier décile (ou les premiers ou derniers 5 %) des valeurs historiques enregistrées. Enfin, les sciences sociales en ont une définition qui met l'accent sur ses conséquences socioéconomiques (dégâts matériels, morbidité et mortalité, etc.), qui dépendent du degré de préparation et de vulnérabilité d'une population donnée à chaque type de phénomène météorologique,,.
Le sixième rapport d'évaluation du GIEC en donne une définition statistique tandis que l'Organisation météorologique mondiale invite à considérer à la fois l'intensité, la durée et l'étendue géographique de l'événement, ainsi que ses impacts.

## Effets du changement climatique
Le changement climatique dû aux activités humaines entraîne une hausse de la fréquence et de l'intensité de certains événements climatiques extrêmes, notamment les précipitations intenses, les vagues de chaleur continentales et océaniques et les sécheresses. Il diminue aussi la fréquence et l'intensité des vagues de froid.
La probabilité qu'un événement météorologique précis ait été influencé par le dérèglement climatique (et ne relève donc pas uniquement de la variabilité naturelle du climat) peut, dans certains cas, être évaluée au moyen de la science de l'attribution,.